# Fritz Jean
Fritz Alphonse Jean – haitański polityk, pisarz i ekonomista. Członek partii Inite. W latach 1998–2001 prezes Banku Republiki Haiti. Od 2012 do 2016 dyrektor Izby Handlu, Przemysłu i Pracy w Departamencie  Północno-Wschodnim. Od 26 lutego do 25 marca 2016 premier Haiti. 25 kwietnia 2024 wszedł w skład Prezydenckiej Rady Przejściowej, powołanej w przywrócenie stabilności politycznej i przygotowanie wyborów. Od 7 marca do 7 sierpnia 2025 pełnił funkcję jej przewodniczącego.